# Fulham
Fulham es un área al sudoeste de Londres en el municipio de Hammersmith y Fulham, sucesor del Metropolitan Borough of Fulham, localizado a 6 km al sudoeste de Charing Cross. Se encuentra en la orilla norte del Támesis, entre Putney y Chelsea. El área está identificada en el Plan de Londres como uno de los 35 major centres en el Gran Londres. Fulham fue anteriormente la sede de la diócesis de Fulham y Gibraltar, y el Fulham Palace fue la antigua residencia oficial del obispo de Londres, (ahora un museo), los motivos de que ahora se divide entre las asignaciones públicas y un jardín botánico elegante.
Después de haber pasado por muchas transformaciones de su historia, hoy en día es una zona verde de Londres, muy cerca de muchos lugares famosos como Kensington y Chelsea, y esto se refleja en los altos precios de las casas locales. Fue incluido en la lista de Savills de 2007 como "prime" de las zonas de Londres. Dos clubes de fútbol de la Premier League, el Fulham y el Chelsea, están situados en Fulham. Los antiguos Lillie Bridge Grounds (que fue sede de la Final de la FA Cup de 1873 y las primeras peleas de boxeo amateur) también estaban en Fulham.

## Historia

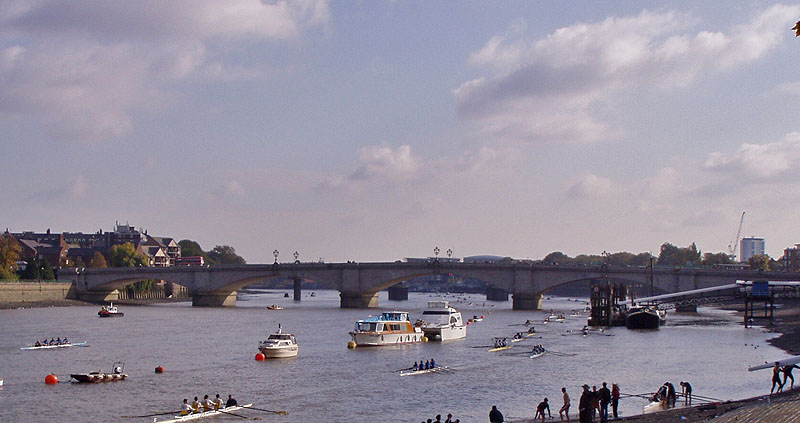
El Putney Bridge con Fulham a la izquierda.

Fulham, llamado antes "Fullanham", de manera incierta significa "el lugar" ya sea "de las aves" o "de barro" (que probablemente tuvo mucho que ver con el hecho de que el río Támesis lo inunda periódicamente), o alternativamente, "la tierra en el hueco de un recodo del río que pertenece a un hombre llamado Fulla". Se dice que el distrito fue han dado al obispo Erkenwald alrededor del año 691 para él y sus sucesores en la sede de Londres, y Holinshed relata que el obispo de Londres se hospedaba en su lugar de señorío en 1141, cuando Geoffrey de Mandeville, montando a caballo desde la Torre de Londres, lo hizo prisionero. Durante la Mancomunidad la casa estaba temporalmente fuera de las manos de los obispos, siendo vendida al coronel Edmund Harvey.
No hay ningún registro de la primera erección de una parroquia, pero el primer rector conocido fue nombrado como tal en 1242, y probablemente existió una iglesia un siglo antes de esto. La primera parte de la iglesia fue demolida en 1881, sin embargo, no se situó en una fecha más atrás que el siglo XV.
En 879 los invasores daneses, navegando por el Támesis, pasaron el invierno en Fulham y Hammersmith. Durante la Revolución inglesa de 1642, cerca del antiguo puente de madera —el llamado Putney Bridge, construido en 1729 y reemplazado en 1886— el conde de Essex lanzó una brigada de botes sobre el río con el fin de hacer marchar a su ejército en búsqueda de Carlos I, que entonces se replegó hacia Oxford. El Margravine Road recuerda la existencia de la Casa de Brandenburgo, una mansión junto al río construida por Sir Nicholas Crispe en la época de Carlos I, utilizada como cuartel general del general Thomas Fairfax en 1647 durante las guerras civiles, y luego ocupado en 1792 por Carlos Alejandro, Margrave de Brandeburgo-Ansbach y Bayreuth y su esposa, y en 1820 por la reina Carolina, esposa de Jorge IV.

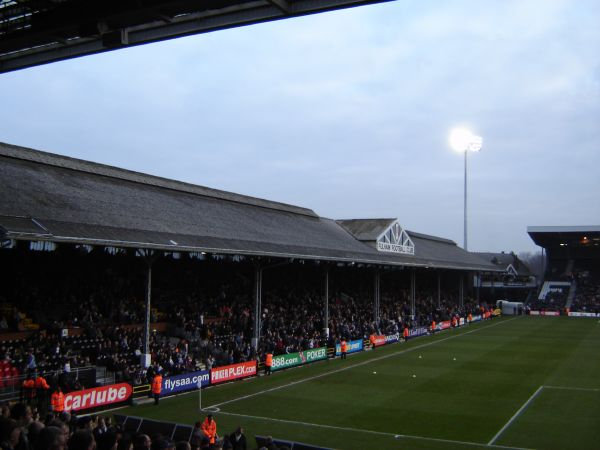
La tribuna Johnny Haynes en el estadio Craven Cottage, sede del Fulham Football Club.

Durante el siglo XVIII Fulham tenía una reputación de libertinaje, convirtiéndose en una especie de "retiro tipo Las Vegas" para los ricos de Londres, donde se practicaban muchos juegos de azar y prostitución.
Fulham siguió siendo una zona de clase obrera para la primera mitad del siglo XX, pero fue objeto de una intensa restauración entre la Segunda Guerra Mundial y la década de 1980. Hoy en día, Fulham es una de las partes más caras de Londres, y por lo tanto del Reino Unido; el precio promedio de venta real de todos los bienes (tanto casas y apartamentos) que se venden en el área de SW6 en septiembre de 2007 era de £639,973.
El vínculo con el libertinaje y la corrupción, sin embargo, aún permanece. La edición 2008 del Diccionario de Cámaras define a un fulham como "un dado cargado en la esquina para asegurarse de que ciertos números sean lanzados (también full'am o full'an). El DEO distingue entre una alta Fulham que se carga a fin de asegurar un reparto de 4, 5, o 6, y una baja Fulham, a fin de asegurar un reparto de 1, 2, o 3). También cita el uso de Arthur Conan Doyle en 1889 en Micah Clarke xxx. 316 "No hay carga de los dados, o el lanzamiento de fulhams".

## Política
Fulham es parte del puesto en el parlamento que corresponde a Chelsea y Fulham, que a la fecha está ocupado por el conservador Greg Hands. Fulham era antes una parte de la circunscripción parlamentaria de Hammersmith y Fulham, que se disolvió en 2010 para formar la actual sede, que es uno de los más, si no los escaños en la circunscripción, la mayoría de ricos y de prestigio en el Reino Unido.
Fulham en el pasado ha sido una parte políticamente significativa del país, después de haber sido escenario de dos importantes elecciones parciales parlamentarias en el siglo XX. En 1933, la elección parcial de Fulham Oriental fue conocida como la "elección parcial por la paz".
En 1986, Fulham experimentó otra elección parcial tras la muerte del conservador MP Martin Stevens. El laborista Nick Raynsford ganó el distrito electoral con una ventaja de 10%, una de las primeras elecciones que se anunciaban las astutas técnicas modernas de campaña del Nuevo Laborismo que se convertirían en famosas. Carteles que anuncian que "Nick Raynsford vive aquí", miles de ventanas adornadas en el distrito electoral, en referencia al hecho de que el candidato laborista era un residente desde un largo tiempo, mientras que los conservadores residían fuera de la circunscripción.
Los votantes de Fulham, sin embargo, han tenido predilección hacia los conservadores desde 1960 ya que la zona sufrió un enorme cambio demográfico: las terrazas fuertemente empaquetadas que habían albergado a familias de clase trabajadora empleadas en la industria pesada, que dominaba en la ribera de Fulham, fueron rápidamente reemplazadas por jóvenes profesionales.
En la Elección General de 2005, el conservador Greg Hands ganó el escaño en el parlamento de Hammersmith y Fulham al partido Laborista, obteniendo 45,4% de los votos frente a 35,2% del Laborista, una diferencia del 7,3%.
En las Elecciones Generales de 2010, Greg Hands fue elegido para el recién formado seguro conservador de Chelsea y Fulham (distrito del parlamento del Reino Unido).
En 2006, los votantes restituyeron a 33 concejales y 13 laboristas. En 2010 los votantes eligieron a 31 concejales conservadores y 15 laboristas para representarlos.

## Cultura y entretenimiento

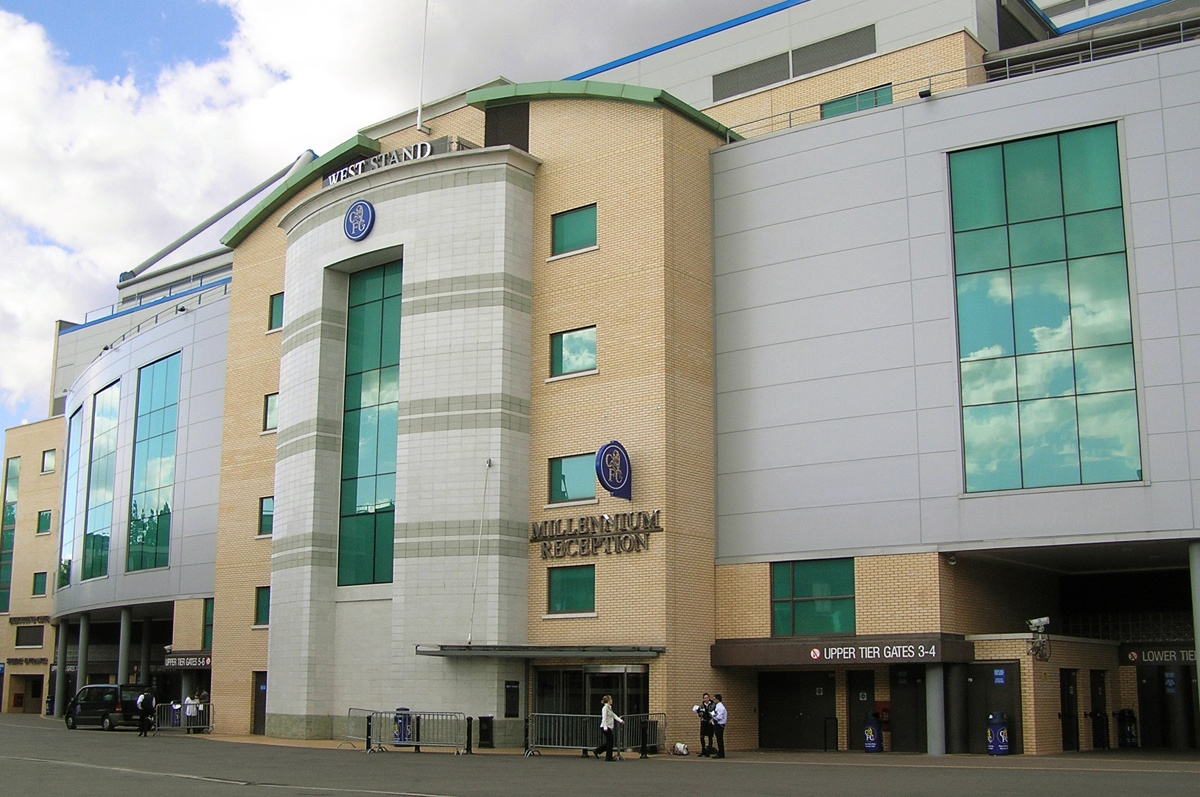
Stamford Bridge, casa del Chelsea Football Club.

El Centro Broadway de Fulham cuenta con un complejo de salas de cine. El famoso restaurante the River Café se localiza en Fulham, contiguo a las instalaciones del arquitecto Richard Rogers y la Escuela de Oratoria de Londres. El Ayuntamiento de Fulham, el cual fue construido en 1888 en el estilo clásico renacentista, es hoy un sitio popular para la realización de conciertos y galas, especialmente en su Gran Salón.
En el área también se encuentra el estadio Craven Cottage del Fulham F.C. y el estadio Stamford Bridge del club Chelsea F.C., así como variados pisos y centros de entretenimiento que se incorporaron a su estructura. Estos incluyen a Marco’s, el restaurante propiedad del chef Marco Pierre White.
El reconocido club deportivo Hurlingham también está radicado en Fulham. La lista de espera para la membresía, hasta el momento, ronda en los quince años, dado que es tan exclusiva que hasta ha contado con miembros de la monarquía británica. En Lillie Road hay una piscina pública anexada al complejo de gimnasios de Virgin Active, el cual cuenta además con numerosas canchas para jugar tenis. El parque Hurlingham acoge el torneo anual “Polo en el Parque”, el cual se ha constituido en un atractivo reciente de la zona, dado que el club Hurlingham es la patria histórica del polo en el Reino Unido. El Rugby se juega en Eel Brooke Common y South Park.
Esta zona, al igual que muchas otras de su mismo nivel en Londres, cuenta con una cantidad notable de pubs y gastropubs. El Caballo Blanco en Parsons Green es conocido popularmente como el “Pony Sloaney”, en referencia a los “Sloane Rangers” o jóvenes de clase alta que lo frecuentan y cuyo estilo de vestuario evoca al campismo. Otros pubs concurridos son el Durrel en Fulham Road, el Mitre en Bishop’s Road, el Duke en el Green y Aragon House cerca de Parsons Green.
El pub Hardwood Arms, detrás de Fulham Broadway, es el único de Londres que ha recibido una Estrella Michelin, y su recomendación en la Guía Michelin sugiere que invita a los parroquianos a “un paraíso rural en el medio de Fulham”.
Fulham Broadway ha sido transformado en favor de los peatones y da cabida a cafés, bares y salones. El más grande supermercado de Fulham, Waitrose, está también en Fulham Broadway. 
Fulham cuenta con abundantes parques y áreas verdes entre los cuales Bishop’s Park, Fulham Palace Gardens, Hurlingham Park, South Park, Eel Brook Common y Parsons Green se distinguen como los más extensos. La mayoría de las calles en zonas residenciales de Fulham están bordeadas por árboles, mientras que las casas están pintadas en tonos pastel. 
Fulham ha figurado en diversas películas, incluyendo La profecía y La habitación en forma de L. La estación de Fulham Broadway fue escenario en Dos vidas en un instante.
Fulham alberga varias escuelas, en especial pre-preparatorias independientes y preparatorias. 
La intersección de Lillie Road con Munster Road cuenta con numerosas tiendas de antigüedades, las cuales se especializan en antigüedades de categoría. En New Kings Road hay exclusivas tiendas de interiores y galerías, en especial conforme se aproxima a Kings Road, Chelsea y Parsons Green.
El término “Villa Munster” ha sido acuñado para referirse a las calles de tres carriles, en las cuales pueden apreciarse residencias construidas en los estilos victoriano y eduardiano, las que bordean Munster Road, una zona residencial que parte de Fulham Road en el norte de Parsons Green. Munster Road es también lugar predilecto de tiendas de comida orgánica, cafés y restaurantes.
La galería de arte Studio 106 realiza con frecuencia exhibiciones y talleres.

## Transporte

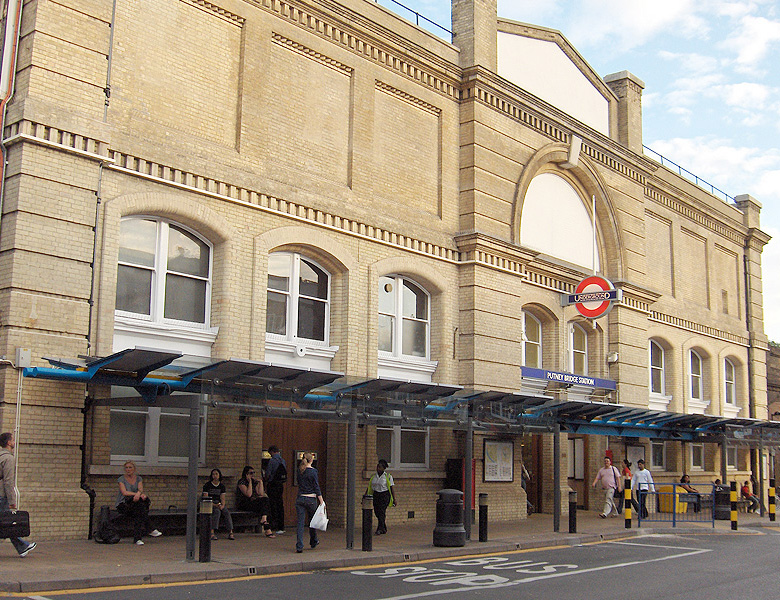
Entrada a la Estación Putney Bridge.

Fulham está ubicada en una curva del Támesis al otro lado de Barnes y Putney. Se ubica en la rama Wimbledon de la línea de distrito del metro. Las estaciones de metro de Fulham son Putney Bridge, Parsons Green y Fulham Broadway.

## Lugares más cercanos
- Chelsea (al este de Fulham)
- Battersea
- Hammersmith (hacia el noroeste de Fulham)
- Earls Court
- West Brompton
- Kensington (al norte de Fulham)
- Walham Green (Finca Moore Park)
- Sands End (Muelle Imperial o Desembarcadero Imperial)
- Putney (al sur de Fulham, al otro lado del Támesis)
- Roehampton
- West Kensington
- Barnes
- Shepherd's Bush
- Wandsworth
- Southfields
- Wimbledon
- Notting Hill
- Chiswick
- White City

## Ciudades hermanadas
Estas son las ciudades hermanadas con Fulham:
- Neukölln, Alemania[7]